# Дель Фанте, Козимо
Козимо Дамиано Дельфанте (итал. Cosimo Damiano Del Fante; 27 сентября 1781, Ливорно — 16 ноября 1812) – штабной полковник службы Итальянского королевства.

## Биография
Родился 27 сентября 1781 года в Ливорно в семье повара Джоакимо Дельфанте и его супруги Уливы Буиери, получил хорошее образование под руководством монахов ордена Святого Павла.
В октябре 1803 года в возрасте 22 лет поступил на военную службу Итальянской Республики солдатом пехоты. 12 декабря 1803 года стал младшим лейтенантом 2-й линейной полубригады. 11 апреля 1804 года был определён в гренадёрский батальон Президентской гвардии и занимался отбором конскриптов в департаментах Олона, Ларио и Серио. Участвовал в Австрийской кампании 1805 года, в рядах Итальянской Королевской гвардии  сражался при Ульме и при Аустерлице.
27 марта 1806 года получил звание лейтенант, а затем участвовал в Прусской и Польской кампаний 1806-1807 годов состоял в итальянской дивизии генерала Пино в Шведской Померании, находился при осадах Штральзунда и Колберга. 26 мая 1807 года за проявленную доблесть назначен адъютантом генерала Пино, первого капитана Королевской гвардии. 9 апреля 1808 года произведён в капитаны с оставлением в должности адъютанта. 22 августа 1808 года в рядах 5-й итальянской пехотной дивизии генерала Пино VII-го корпуса генерала Сен-Сира участвовал в Пиренейской кампании, где участвовал во многих сражениях, среди которых были осады Росаса, Сарагосы, Жироны, в которых он высоко отличился.
В конце февраля 1812 года присоединился к IV-му итальянскому корпусу вице-короля Евгения де Богарне Великой Армии и в июле определён в штаб вице-короля, участвовал в Русской кампании, участвовал в бое под Островно, взятии Витебска, Смоленском сражении и Бородинской битве, где одним из первых ворвался в Большой редут, прозванный «Грозным», и пленил генерал-майора Петра Гавриловича Лихачёва, за что на поле боя награждён чином штабного полковника. После отступления из Москвы отличился в сражении под Малоярославцем и в сражении под Красном,в котором стремясь прорвать окружение, атаковал во главе 9-го итальянского пехотного полка войска графа Михаила Андреевича Милорадовича, получил два ранения, но не оставил строя и в тот же день был убит пушечным ядром в возрасте 31 года.

## Награды
- Шевалье Почётного Легиона (15 сентября 1811 года)
- Кавалер ордена Железной Короны (Ordine della Corona di ferro) (1808 год).